# Ralph Abercromby

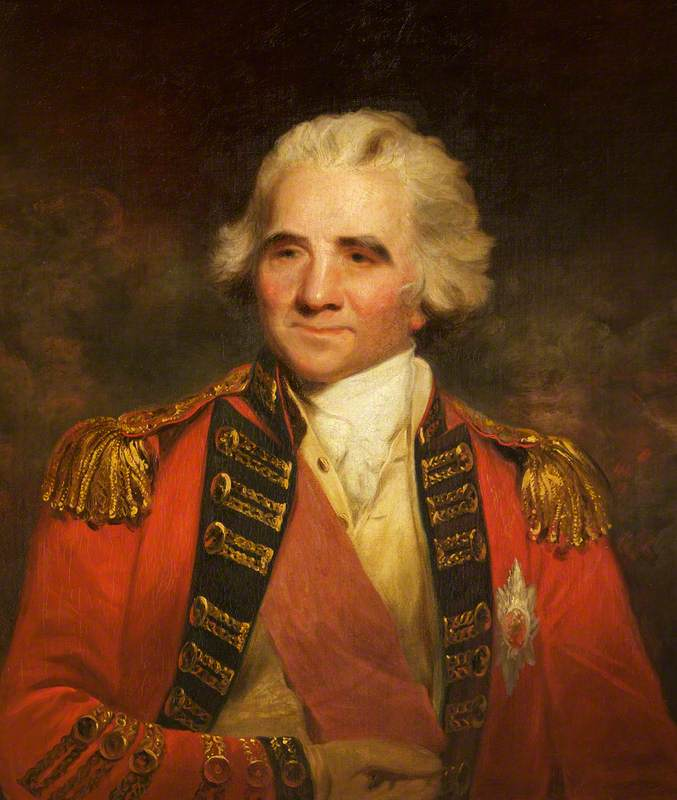
Ralph Abercromby, Gemälde von John Hoppner um 1798

Sir Ralph Abercromby, KB (* 7. Oktober 1734 in Menstrie, Clackmannanshire, Schottland; † 28. März 1801 in Alexandria, Ägypten) war ein britischer General.

## Leben
Ralph Abercromby war das älteste der sechs Kinder des Juristen George Abercromby, Gutsherr von Tullibody in Clackmannanshire, und seiner Frau Mary, Tochter von Ralph Dundas, Gutsherr von Manour in Perthshire. Sein Vater, ein Abkömmling der Abercrombies of Birkenbog, wurde 1705 geboren, 1728 als Anwalt zugelassen und starb am 8. Juni 1800 im Alter von 95 Jahren als ältestes Mitglied des Richterkollegiums. Er war der größte Landbesitzer der Whig-Partei in der Grafschaft Clackmannanshire. Durch die Heirat mit einer Dundas hatte er seinen politischen Einfluss beträchtlich vermehrt. Ralph wurde am 7. Oktober 1734 im alten Herrenhaus Menstrie Castle geboren, dem gewöhnlichen Wohnsitz seiner Eltern. Weitere Kinder waren der General und Oberkommandierende in Indien Robert Abercromby und der Lordrichter Alexander Abercromby. Der Tag von Ralphs Geburt ist in den Registern der Kirchengemeinde Logie nicht verzeichnet, er wurde aber am 26. Oktober 1734 getauft.
Nach dem Besuch der Schule in Rugby studierte Abercromby Recht in Edinburgh und Leipzig (1754), um – wie schon sein Vater und sein Großvater – Jurist zu werden. Da er sich aber statt für die Juristerei mehr für das Militär interessierte, kaufte ihm seine Familie im März 1756 eine Stelle als Cornet bei den 3rd Dragoon Guards der British Army. Sein Patent trägt das Datum vom 23. März des Jahres. Im Februar 1760 erhielt er eine Stelle als Lieutenant im selben Regiment und im April 1762 als Captain des 3rd Regiment of Horse (Carabiniers) der Irish Army. 1770 wurde er Major und 1773 Lieutenant-Colonel.
Parallel zu seiner Militärkarriere war er von 1774 bis 1780 und erneut von 1796 bis 1798 als Abgeordneter für Clackmannanshire Mitglied des britischen House of Commons.
1780 erhielt er den Brevet-Rang des Colonel und im folgenden Jahr des regulären Rang des Colonel des 103rd Regiment of Foot (King’s Irish Infantry). Dieses neuaufgestellte Regiment war während des Amerikanischen Unabhängigkeitskriegs als Garnison in Irland stationiert und wurde 1783 nach dem Frieden von Paris – wie viele Regimenter – aufgelöst und Colonel Abercromby zeitweise auf Halbsold gesetzt. Im September 1787 zum Major-General befördert, diente er 1793 unter Frederick Augustus, Duke of York and Albany, in den Niederlanden, zeichnete sich 1794 bei Famars aus und kommandierte alliierte Truppen bei Boxtel. Er wurde beim Fort Sint-Andries (bei Heerewaarden, an einer Engstelle zwischen Maas und Waal) verwundet, als er den Rückzug der Alliierten über die Waal deckte.
1795 wurde er als Knight Companion des Order of the Bath geadelt und im selben Jahr als Nachfolger von Sir Charles Grey zum Oberbefehlshaber der britischen Truppen in Westindien ernannt. Zwei Jahre lang kämpfte er dort auf St. Lucia erfolgreich gegen die Franzosen. Im Februar 1797 nahm er den Spaniern kampflos die seit fast 300 Jahren spanische Insel Trinidad ab. Im Frühjahr 1797 wurde er Statthalter auf der Isle of Wight und bald darauf Oberbefehlshaber in Irland und Schottland. Außerstande, die Zügellosigkeit der Truppen zu bändigen, und persönlich gekränkt trat er bald zurück. Zum Lieutenant-General befördert, wurde er 1799 unter dem Duke of York nach Nordholland gesandt. Dort erzwang er die Landung der britischen und russischen Truppen, trug wesentlich zum Sieg in der Schlacht bei Alkmaar bei, und dem Umstand, dass York seinen Rat nicht gehört hatte, schrieb man allgemein den unglücklichen Räumungsvertrag (Convention of Alkmaar 18. Oktober 1799) zu.

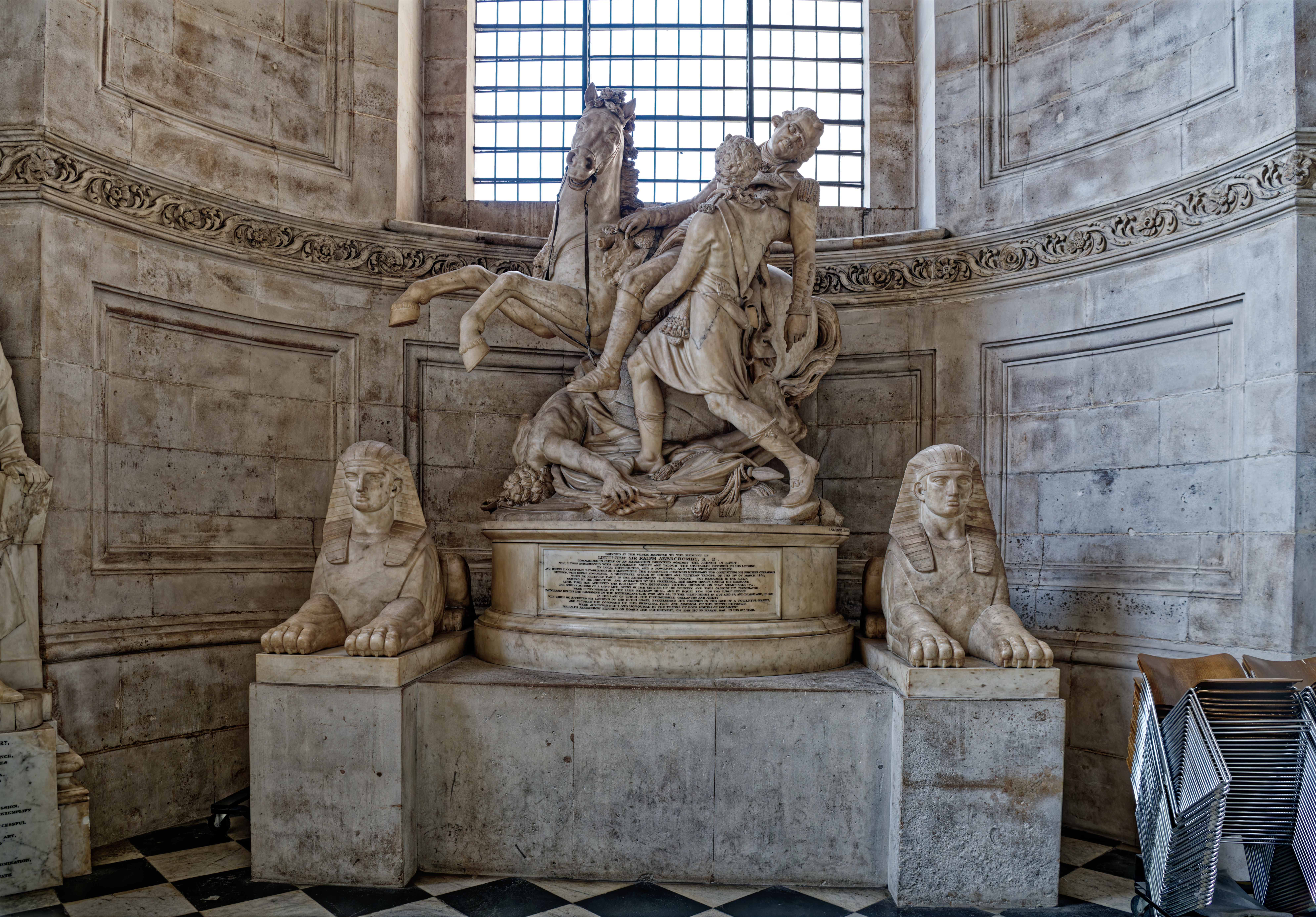
Denkmal mit der Darstellung Abercrombys Tod, St Paul’s Cathedral, London

Im Jahr 1800 befehligte er die erfolglose Expedition gegen Cádiz. 1801 ging er mit 18.000 Mann gegen die Franzosen nach Ägypten.
In der gemeinsamen türkisch-britischen Operation erschien er am 2. März bei Abukir, konnte aber erst am 8. März landen, wobei er den General Louis de Friant zum Rückzug nach Alexandria nötigte. Am 21. März erfocht er einen Sieg über die Franzosen unter Jacques-François Menou, wurde dabei tödlich verwundet und starb am 28. März. Seine Gebeine wurden in Malta beerdigt und sein Andenken durch ein Denkmal in der St Paul’s Cathedral geehrt.

## Ehe und Nachkommen
Am 17. November 1767 hatte er Mary Anne Menzies († 1821), Tochter des John Menzies, Gutsherr von Ferntower bei Crieff in Perthshire, geheiratet. Das Ehepaar hatte er drei Töchter und vier Söhne:
- Hon. Anne Abercromby († 1844) ⚭ 1795 Donald Cameron of Lochiel, 22. Chief des Clan Cameron;
- Hon. Mary Abercromby († 1825);
- Hon. Catherine Abercromby († 1841) ⚭ 1811 Thomas Buchanan;
- George Abercromby, 2. Baron Abercromby (1770–1843) ⚭ 1799 Hon. Montague Dundas, Tochter des Henry Dundas, 1. Viscount Melville;
- Hon. Sir John Abercromby (1772–1817), General der British Army;
- James Abercromby, 1. Baron Dunfermline (1776–1858), Speaker des House of Commons, ⚭ 1802 Mary Anne Leigh;
- Hon. Alexander Abercromby (1784–1853), Lieutenant-Colonel der British Army, Abgeordneter des House of Commons.

Am 28. Mai 1801, genau zwei Monate nach seinem Tod, wurde seiner Witwe Mary Anne an seiner Stelle als Baroness Abercromby, of Aboukir and of Tullibody in the County of Clackmannan, eine erbliche Peerwürde verliehen.